# Sidewalk Labs
Sidewalk Labs — дочерняя компания Google, занимающаяся городским планированием и инфраструктурой.
Её заявленная цель — улучшение городской инфраструктуры с помощью технологических решений и решение проблем, связанных со стоимостью жизни, эффективностью транспорта и использованием энергии.
Компанию возглавлял Дэниел Л. Докторофф, бывший заместитель мэра Нью-Йорка по вопросам экономического развития и бывший исполнительный директор Bloomberg L.P. до 2021 года. Среди других известных сотрудников — Крейг Невилл-Мэннинг, соучредитель нью-йоркского офиса Google и основатель Froogle и Rohit Aggarwala, который занимал должность директора по политике компании, а сейчас является комиссаром Департамента охраны окружающей среды города Нью-Йорка.
Изначально компания была частью Alphabet Inc., материнской компании Google, а затем была поглощена Google в 2021 году после ухода из неё Доктороффа из-за подозрения на диагноз БАС.

## Примечание
1. ↑  Rosenfield, Karissa. Google (Alphabet) "Sidewalk Labs" Seeks to Improve City Life. ArchDaily (11 августа 2015). Дата обращения: 11 декабря 2015. Архивировано 15 августа 2015 года.
2. ↑  Kamran, Bilal. Alphabet Inc Subsidiary Sidewalk Labs Hints at Development Plans for a New City. BidnessEtc (6 апреля 2016). Дата обращения: 27 мая 2021. Архивировано из оригинала 8 октября 2016 года.
3. ↑  Lohr, Steve. Sidewalk Labs, a Start-Up Created by Google, Has Bold Aims to Improve City Living. The New York Times (10 июня 2015). Дата обращения: 10 января 2016. Архивировано 11 июня 2015 года.
4. ↑  Sidewalk Labs, Google's Company for Cities, Builds Its Inaugural Executive Team. Vox (22 февраля 2016). Дата обращения: 22 апреля 2016. Архивировано 8 сентября 2019 года.
5. ↑  Sidewalk Labs' Rohit Aggarwala on building Toronto's first smart neighbourhood (англ.). MobileSyrup (20 марта 2018). Дата обращения: 10 февраля 2022. Архивировано 4 февраля 2022 года.
6. ↑  Lyons, Kim. Sidewalk Labs will be folded into Google as CEO steps down for health reasons. The Verge (16 декабря 2021). Дата обращения: 17 декабря 2021. Архивировано 17 декабря 2021 года.